# لوتی ۳۴۸۹
سیارک ۳۴۸۹ (به انگلیسی: 3489 Lottie، نامگذاری:1983AT2) سه هزار و چهارصد و هشتاد و نهمین سیارک کشف شده‌است که در ۱۰ ژانویه ۱۹۸۳ کشف شد.
قدر مطلق سیارک برابر ۱۳٫۲۰ است.